# Shenzhou 7
Shenzhou 7 (chinesisch 神舟七号) war eine bemannte Weltraummission der Volksrepublik China. Die Rakete startete am 25. September 2008. Es war der dritte bemannte Flug eines Shenzhou-Raumschiffes und der siebte im Rahmen des Bemannten Raumfahrtprogramms der Volksrepublik China. Erstmals in der Geschichte der chinesischen Raumfahrt fand im Rahmen dieser Mission ein Außenbordeinsatz statt. Mit Tianlian 1A kam bei dieser Mission zum ersten Mal ein geostationärer Relaissatellit zur Verbesserung der Kommunikation zwischen Raumschiff und Bodenstation zum Einsatz.

## Mannschaft
Am 16. September 2008 gab Generalmajor Chen Shanguang, Leiter des Chinesischen Raumfahrer-Ausbildungszentrums und in Personalunion Kommandant und Technischer Direktor des Raumfahrersystems beim bemannten Raumfahrtprogramm, die Namen der Besatzungsmitglieder bekannt:
- Zhai Zhigang, (1. Raumflug) (Kommandant)
- Liu Boming, (1. Raumflug)
- Jing Haipeng, (1. Raumflug)

Als Reservemannschaft fungierten:
- Chen Quan, Kommandant
- Fei Junlong
- Nie Haisheng[3]

## Missionsüberblick
Hauptaufgabe bei dieser Mission Chinas war der erste Ausstieg in den Weltraum. Zhai Zhigang war am 27. September für knapp 14 Minuten außerhalb des Raumschiffs. Hierbei wurde das Orbitalteil des Raumschiffs als Schleuse verwendet. Der Ausstieg wurde von mehreren außenbords angebrachten Kameras übertragen.
Es wurden außerdem Experimente und einfache Installationsarbeiten im schwerelosen Raum durchgeführt. Zunächst wurden die Raumanzüge bei geöffneten Luken innerhalb des Orbitalmoduls erprobt. Erst danach erfolgte der Ausstieg von Zhai Zhigang aus dem Raumschiff, wobei Liu Boming im Orbitalmodul verblieb, um bei eventuellen Problemen eingreifen zu können. Jing Haipeng verblieb im unter Druck stehenden Landemodul, um die Systeme und den Ausstieg selbst zu überwachen.

## Vorbereitungen
Am 20. September 2008 wurde die 58,3 m hohe Trägerrakete vom Typ Langer Marsch 2F  mit dem darauf montierten Raumschiff auf einem fahrbaren Starttisch vom Raumfahrzeugmontagegebäude zur 1,5 km entfernten Startrampe gebracht. Dieser Vorgang dauerte gut eine Stunde und war um 07:15 Uhr UTC beendet.
Am 24. September um 08:00 Uhr UTC begann man, die Rakete mit Distickstofftetroxid und  1,1-Dimethylhydrazin zu betanken.

## Missionsverlauf

### 25. September – 1. Missionstag

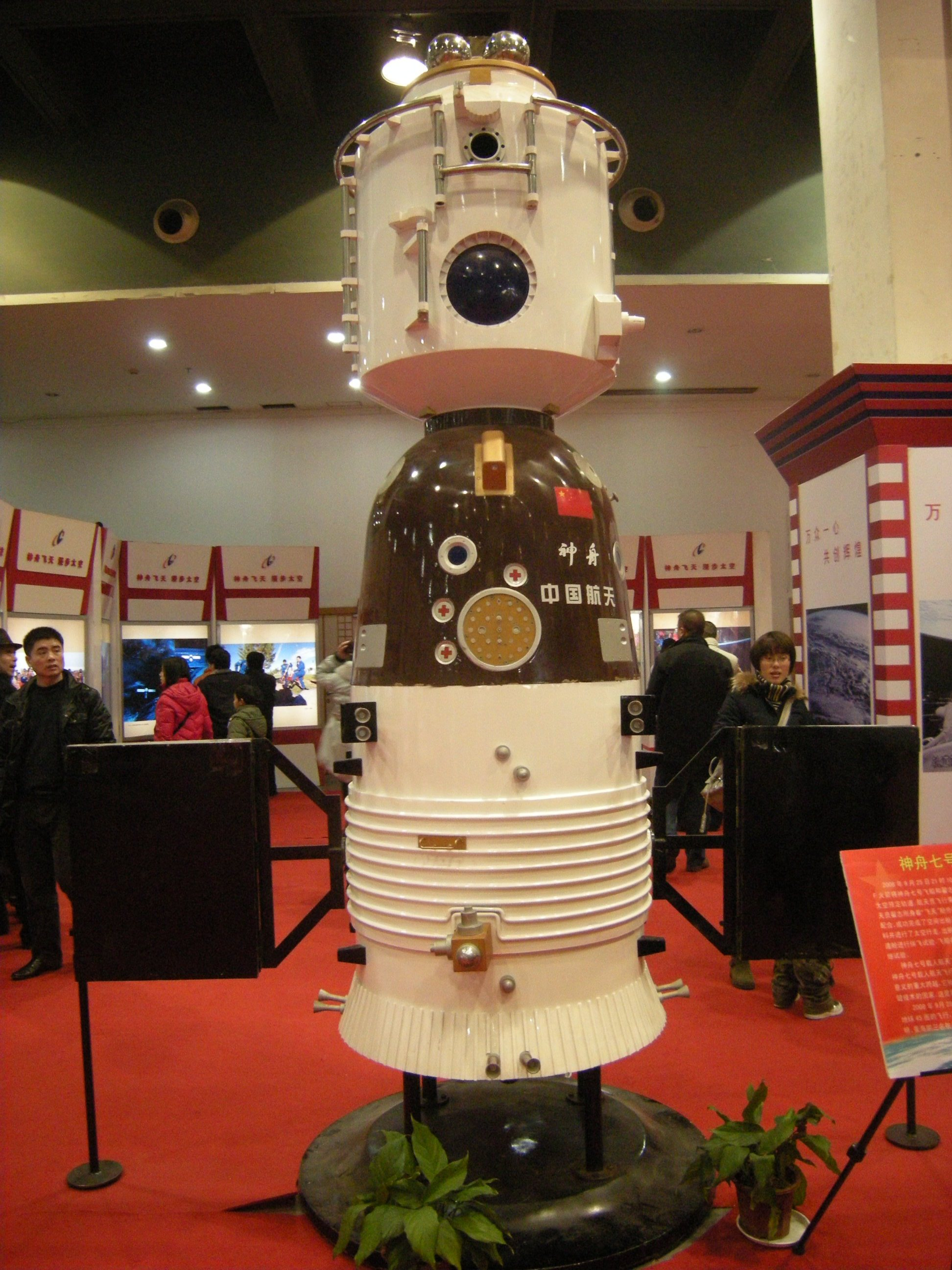
Shenzhou 7 (Modell)

Nach einer langen Rede von Chinas Staatspräsident Hu Jintao bestieg die Besatzung ihre Kapsel um 18:28 Uhr Ortszeit. Um 21:10 Uhr startete die Trägerrakete mit den drei Raumfahrern und brachte sie zunächst in einen elliptischen, um 42,4° zum Äquator geneigten Orbit von 200 × 330 km Höhe, der im weiteren Verlauf auf 200 × 347 km angehoben wurde.
Die Solarpaneele des Servicemoduls entfalteten sich kurz danach.
Anders als bei den vorangegangenen Missionen war nun nicht mehr vorgesehen, dass das Orbitalmodul des Raumschiffs nach der Rückkehr der Raumfahrer für längere Zeit in der Erdumlaufbahn verblieb und als Raumlabor diente. Daher verzichtete man hier (und bei allen weiteren Shenzhou-Raumschiffen) auf das zweite Paar Solarmodule am Orbitalmodul.

### 26. September – 2. Missionstag
Am zweiten Tag der Mission wurde um 04:05 Uhr Peking-Zeit mit einer zweiminütigen Zündung der Orbitaltriebwerke das Raumschiff aus der leicht elliptischen Umlaufbahn in einen nahezu kreisförmigen Orbit von 330 × 336 km Höhe gebracht.
Nachdem die Raumfahrer die Luke zum Orbitalmodul geöffnet hatten, das bei dieser Mission als Luftschleuse fungieren sollte, wurde dieses bestiegen und damit begonnen, die Raumanzüge zu entpacken, zu montieren – so wurden zum Beispiel die Sauerstoffflaschen eingefügt und angeschlossen – mit eingeschalteter Stromversorgung zu testen und probeweise anzulegen. Dies hatte man auf der Erde nur begrenzt, während kurzer Parabelflüge, trainieren können.

### 27. September – 3. Missionstag
Oberst Zhai Zhigang, der einen vom Chinesischen Raumfahrer-Ausbildungszentrum entwickelten Feitian-EVA-Anzug trug, hatte zunächst Schwierigkeiten mit der 80 cm großen Außenluke auf der Nadirseite des Orbitalmoduls. Nachdem er sie mit Mühe einen Spalt geöffnet hatte, fiel sie wieder zu. Schließlich konnte Zhai die Klappe in geöffnetem Zustand fixieren. 
In diesem Moment meldete ein akustischer Alarm dreimal hintereinander „Feuer im Orbitalmodul“ (轨道舱火灾). Jing Haipeng, der den Außenbordeinsatz von der unter normalem Luftdruck stehenden Landekapsel aus überwachte, sah auf seinem Armaturenbrett eine rote Lampe blinken. Nachdem neben Druckverlust ein Feuer an Bord eine der gefährlichsten Situationen bei einem Raumflug darstellt, dachte Oberst Liu Boming, der Zhai Zhigang in einem russischen Orlan-Raumanzug sicherte, daran, die Außenluke zu schließen und Jing Haipeng zu bitten, das Orbitalmodul abzukoppeln und alleine zur Erde zurückzukehren. Kurz darauf stellte sich jedoch heraus, dass es sich um einen Fehlalarm gehandelt hatte – das Vakuum im Orbitalmodul hatte den Brandmelder beschädigt.

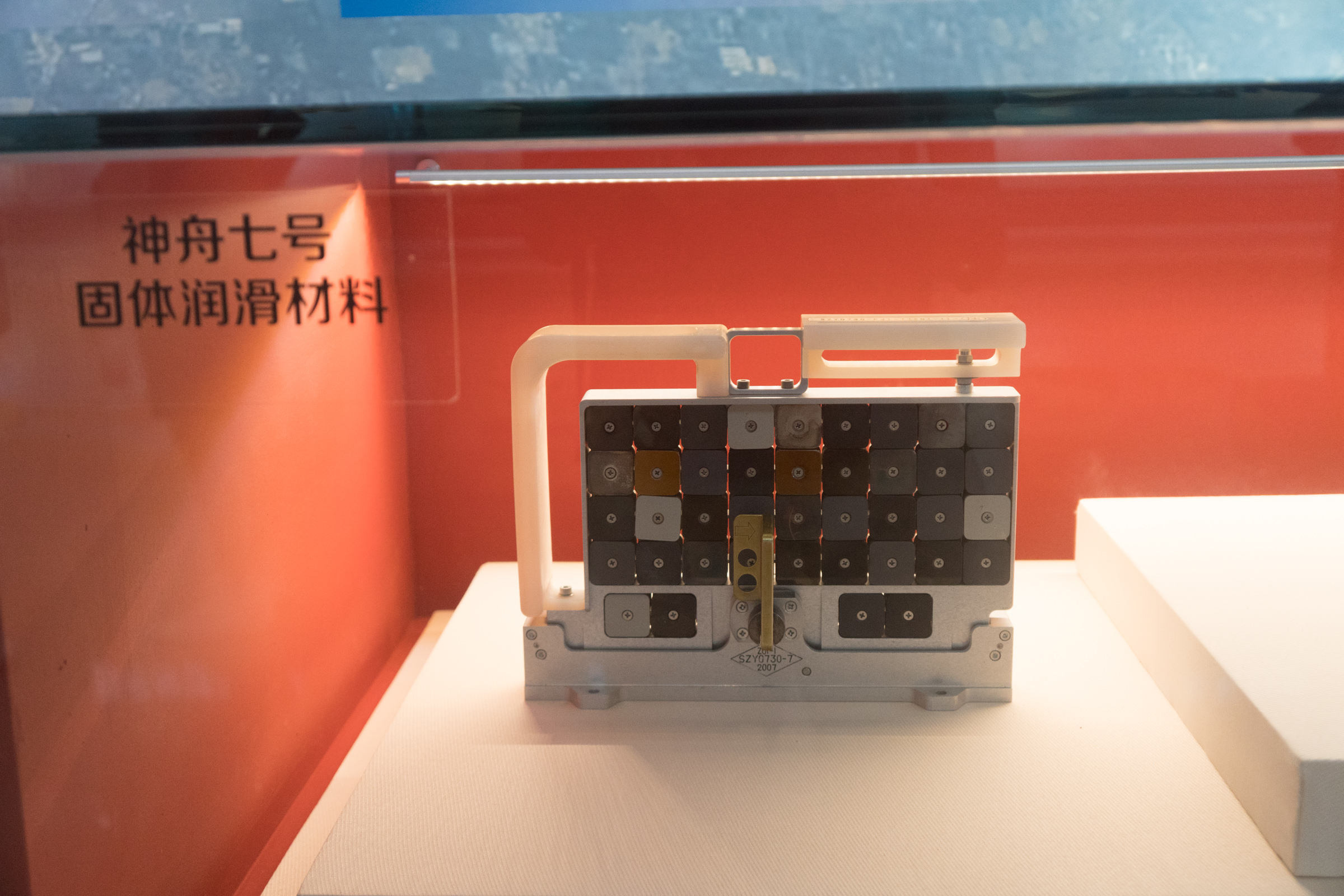
Die von Zhai Zhigang geborgenen Schmierstoffproben

Um 08:44 Uhr UTC verließ Zhai Zhigang mit einigen Minuten Verzögerung das Raumschiff und sprach die mittlerweile historischen Worte: „Ich habe das Modul verlassen, fühle mich sehr gut“ (我已出舱，感觉良好). 
Damit war er der erste Chinese, der einen Weltraumausstieg absolvierte. Liu Boming assistierte Zhai und reichte ihm durch die Öffnung eine chinesische Flagge, ohne aber selbst das Raumschiff zu verlassen. Kameras in und außerhalb des Raumschiffes übertrugen die Bilder des Ereignisses live zur Erde. Beide Raumfahrer waren durch Sicherungsleinen mit dem Raumschiff verbunden. Zhai manövrierte sich durch Handgriffe an der Außenseite des Orbitalmoduls und montierte auch ein Experiment außen an Shenzhou 7 ab, bei dem feste Schmierstoffe den Weltraumbedingungen ausgesetzt worden waren. Um 08:58 Uhr UTC war der Ausstieg offiziell beendet und Zhai schloss anschließend die Luke des Orbitalmoduls. In der nächsten Stunde wurde der Luftdruck des Orbitalmoduls schrittweise wieder erhöht und dem des Landemoduls angeglichen.
Außerdem wurde ein kleiner Satellit namens „Banxing“ (伴星, also „Begleitsatellit“) ausgesetzt, der beim Abflug Bilder von Shenzhou 7 aufnahm.

### 28. September – 4. Missionstag
Nach dem Abkoppeln vom Orbitalmodul (siehe unten) wurde um 08:54 Uhr UTC der Rückflug eingeleitet. Um 09:12 Uhr UTC wurde das Servicemodul von der Rückkehrkapsel abgetrennt. Die Rückkehrkapsel trat in die Atmosphäre ein, wobei sich der ablative Hitzeschild an der Unterseite auf bis zu 2000 °C erwärmte.
Um 09:17 Uhr UTC hatten die sechs um 09:02 Uhr UTC aufgestiegenen Hubschrauber den Hauptlandeplatz der Volksbefreiungsarmee auf dem Gebiet des Dörbed-Banners in der Inneren Mongolei erreicht. Um 09:36 Uhr UTC landete die Rückkehrkapsel wohlbehalten, um 10:23 Uhr UTC hatten die Raumfahrer die Kapsel verlassen.

## Begleitsatellit
Anders als bei Shenzhou 6 trug das Orbitalmodul bei dieser Mission keine Nutzlasten, sondern diente zum Üben von Bahnmanövern mit dem Begleitsatelliten. Nach dem Aussetzen des Satelliten am 27. September um 11:24 Uhr UTC nahm dieser, während er Aufnahmen des Raumschiffs machte, zunächst einen Sicherheitsabstand von etwa 150 km ein.
Die Mannschaft koppelte die Rückkehrkapsel mit dem noch damit verbundenen Servicemodul vom Orbitalmodul ab, um zur Erde zurückzukehren, während das Orbitalmodul zunächst in der Umlaufbahn verblieb. Nun näherte sich der Begleitsatellit, gesteuert vom Raumfahrtkontrollzentrum Peking, dem Orbitalmodul schrittweise wieder an.
Da sich das chinesische Satellitennavigationssystem Beidou damals noch in der ersten Versuchsphase befand, wurde hierfür das amerikanische Global Positioning System genutzt.
Am 5. Oktober 2008 hatte der Begleitsatellit nach insgesamt 13 Bahnkorrekturmanövern mit seinem Ammoniak-Kaltgastriebwerk schließlich eine elliptische Umlaufbahn von 3,8 × 7,6 km um das Orbitalmodul eingenommen. Diese Manöver, bei denen Bahnverfolgung und Steuerung zweier nahe beieinander fliegender Objekte erprobt wurden, dienten der Vorbereitung für die Koppelmanöver bei dem drei Jahre später gestartete Raumlabor Tiangong 1. Am 4. Januar 2009 wurde die Mission nach 100 Tagen plangemäß für beendet erklärt. Da sich in dem Begleitsatelliten jedoch noch übriggebliebener Treibstoff befand, führte man noch einige weitere Experimente durch.
Der Begleitsatellit verglühte schließlich am 29. Oktober 2009 in der Atmosphäre,
das Orbitalmodul am 4. Januar 2010.